# Harald Leipnitz
Harald Leipnitz (né le 22 avril 1926 à Elberfeld, mort le 21 novembre 2000 à Munich) est un acteur allemand.

## Biographie
Fils d'un serrurier, Harald Leipnitz devient acteur de façon autodidacte. Après des apparitions dans des groupes de théâtre amateur, il prend des cours auprès de Hans Caninenberg fait ses débuts en 1948 au Wuppertaler Bühnen jusqu'en 1960. Il a d'autres engagements au Bayerisches Staatsschauspiel, Berlin, Düsseldorf ou Stuttgart et fait des tournées.
Leipnitz apparaît dans de nombreux films et productions télévisées. Il acquiert une grande popularité dans les adaptations de Karl May, L'Appât de l'or noir et Tonnerre sur la frontière, et dans les adaptations de romans d'Edgar Wallace, La Serrure aux treize secrets, Der unheimliche Mönch et La Main de l'épouvante. Son rôle le plus populaire à la télévision est celui dans Die Schlüssel, adaptation de Francis Durbridge.
Il fait sa dernière apparition à l'écran dans le film Vortex qui est terminé après sa mort d'un cancer du poumon.

## Filmographie

### Cinéma
- 1963 : Die endlose Nacht
- 1963 : Les Rescapés de l'enfer vert
- 1964 : La Serrure aux treize secrets
- 1965 : Die Banditen vom Rio Grande
- 1965 : Mädchen hinter Gittern
- 1965 : Diamond Walkers
- 1965 : L'Appât de l'or noir
- 1965 : Le Moine inquiétant (Der unheimliche Mönch)
- 1966 : Ich suche einen Mann
- 1966 : Baroud à Beyrouth (Agent 505 – Todesfalle Beirut)
- 1966 : Quartier interdit (Sperrbezirk)
- 1966 : Playgirl
- 1966 : Les 13 Fiancées de Fu Manchu
- 1966 : Ça casse à Caracas (Inferno a Caracas)
- 1966 : Liselotte von der Pfalz
- 1966 : Tonnerre sur la frontière
- 1967 : Mieux vaut faire l'amour
- 1967 : La Main de l'épouvante
- 1967 : Le Treizième Caprice
- 1967 : Le Grand Dadais
- 1967 : Herrliche Zeiten im Spessart
- 1968 : Zuckerbrot und Peitsche
- 1968 : Oui à l'amour, non à la guerre
- 1968 : Les Amours de Lady Hamilton
- 1968 : Bengelchen liebt kreuz und quer
- 1969 : Just Happened
- 1969 : Marquis de Sade : Justine
- 1969 : L'Auberge des plaisirs
- 1969 : Der Kerl liebt mich – und das soll ich glauben?
- 1970 : Frau Wirtin bläst auch gern Trompete
- 1970 : Som hon bäddar får han ligga (sv)
- 1970 : Je couche avec mon assassin
- 1971 : Großstadtprärie
- 1972 : Pas folle la guêpe
- 1973 : Alle Menschen werden Brüder (en)
- 1973 : Gott schützt die Liebenden
- 1973 : Die blutigen Geier von Alaska
- 1976 : Anita Drögemöller und die Ruhe an der Ruhr (de)
- 1977 : Das chinesische Wunder
- 1977 : Tod oder Freiheit
- 1978 : Kneuss
- 1980 : Musik auf dem Lande
- 1987 : Zärtliche Chaoten
- 1988 : Zärtliche Chaoten II
- 1992 : Immer Ärger mit Nicole
- 1995 : Pizza Arrabiata
- 1999 : Südsee – Eigene Insel
- 2001 : Vortex

### Télévision

#### Téléfilms
- 1954 : Die Generalprobe
- 1958 : Tageszeiten der Liebe
- 1958 : Das Glück sucht seine Kinder
- 1960 : Der Vetter aus Dingsda
- 1960 : Die Dame in der schwarzen Robe
- 1961 : Einladung ins Schloß
- 1961 : Küß mich Kätchen
- 1961 : Mary Rose
- 1962 : Warten auf Dodo
- 1962 : Der Widerspenstigen Zähmung
- 1962 : Die Rache
- 1962 : Das Vergnügen, anständig zu sein
- 1962 : Bedaure, falsch verbunden
- 1963 : Die Nacht der Schrecken
- 1963 : Der Geisterzug
- 1963 : Chiarevalle wird entdeckt
- 1963 : Mamselle Nitouche
- 1963 : Kein Krieg für Amédée
- 1964 : Hofloge
- 1964 : Die Schlinge
- 1965 : Die Schlüssel
- 1965 : Boeing-Boeing
- 1965 : Drei leichte Fälle
- 1965 : Ein idealer Gatte
- 1966 : Das Mädchen aus Mira
- 1966 : Träume in der Mausefalle
- 1966 : Guten Abend...
- 1967 : Eiszeit der Liebe
- 1968 : Eine etwas sonderbare Dame
- 1968 : Die Schlacht bei Lobositz
- 1968 : Tiefparterre
- 1969 : Jean der Träumer
- 1969 : Liebe gegen Paragraphen
- 1971 : Hallo, wer dort?
- 1972 : Das System Fabrizzi
- 1972 : Doppelspiel in Paris – Zeugenberichte aus dem gefährlichen Leben der Mathilde Carré
- 1972 : Die Bilder laufen
- 1973 : Du stirbst nicht allein – Ein deutscher Kriegspfarrer in Paris
- 1975 : Ein schönes Paar
- 1976 : Romeo und Julia
- 1976 : Taxi 4012
- 1976 : Vier gegen die Bank (de)
- 1977 : Fragen Sie Frau Erika
- 1977 : Wer sah ihn sterben?
- 1979 : Grille und Ameise
- 1983 : Der Mustergatte
- 1983 : Ein Mord liegt auf der Hand
- 1983 : Lea
- 1984 : Montagsgeschichten
- 1986 : Der Kandidat
- 1986 : Das unverhoffte Glück
- 1987 : Die glückliche Familie
- 1988 : Trouble im Penthouse
- 1990 : Ewald – Rund um die Uhr
- 1991 : Eine Dame mit Herz, teils bitter, teils süß
- 1993 : Klippen des Todes
- 1993 : Der blaue Diamant (de)
- 1994 : Der Heiratsvermittler
- 1995 : Frankie
- 1996 : Das Karussell des Todes
- 1998 : Stürmischer Sommer

#### Séries télévisées
- 1971 : Der Kommissar : Der Moormörder
- 1973 : Une affaire pour Männdli : Gift im Champagner
- 1973 : Gestern gelesen : Im Netz der Spinne
- 1973 : Der Kommissar : Der Tod von Karin W.
- 1975 : Beschlossen und verkündet : Geisterhände
- 1976 : Inspecteur Derrick : Quand les oiseaux ne chantent plus
- 1976 : Le comte Yoster a bien l'honneur : Goldschatz gesucht
- 1976 : Le comte Yoster a bien l'honneur : Johann hier und Johann da
- 1977 : Der Anwalt : Urlaubsreif
- 1977 : Polizeiinspektion 1 : Die Frau des Polizisten
- 1977 : Die Kette
- 1978 : Zwei himmlische Töchter : Ein Sarg nach Leech
- 1978 : Le Renard : Une valise
- 1983 : Monaco Franze – Der ewige Stenz : Ein ernsthafter älterer Herr
- 1983 : Un cas pour deux : Faux calcul
- 1984 : Angelo und Luzy : Alle Engel mogeln
- 1985 : Alte Gauner
- 1985 : Unsere schönsten Jahre : Nadine
- 1985 : Le Renard : Meurtre en douce
- 1985 : Schöne Ferien : Urlaubsgeschichten aus Mallorca
- 1985 : Schöne Ferien : Urlaubsgeschichten aus Portugal
- 1986 : Es muß nicht immer Mord sein : Leiden und leiden lassen
- 1986 : Berliner Weiße mit Schuß
- 1986 : Kir Royal (de) : Wer reinkommt, ist drin
- 1987 : Soko brigade des stups : Mort d'une star
- 1987 : Le Renard : Ein teuflischer Plan
- 1988 : Kommissar Zufall
- 1990 : Der Millionenerbe
- 1990 : Ein Schloß am Wörthersee : Der Ehrengast
- 1991 : L'Enfant connaît l'assassin
- 1992 : Inspecteur Derrick : Le Crime est dans l'escalier
- 1993 : Glückliche Reise : Kapstadt
- 1994 : Drei zum Verlieben
- 1994 : Lutz & Hardy : Immer wieder Sonnenschein
- 1994–1995 : Unsere Schule ist die Beste
- 1996 : Immer Ärger mit Arno
- 1999 : Küstenwache (de) : Der Piratensender
- 2000 : Alerte Cobra : Les Tulipes d'Amsterdam

## Source de la traduction
- (de) Cet article est partiellement ou en totalité issu de l’article de Wikipédia en allemand intitulé « Harald Leipnitz » (voir la liste des auteurs).